# Wiatny (przystanek kolejowy)
Wiatny (biał. Вятны; ros. Вятны) – przystanek kolejowy w miejscowości Wiatny, w rejonie czaśnickim, w obwodzie witebskim, na Białorusi. Położony jest na linii Orsza - Lepel.